# دولار أمريكي
الدولار الأمريكي (علامته: $، وترميزه: USD) هو العملة الرسمية في الولايات المتحدة وتبعياتها. صدر الدولار الأمريكي بموجب قانون الصك لعام 1792، وكان مساويًا للدولار الإسباني الفضي، ومنقسمًا إلى 100 سنت، ورخّص القانون صك عملات مقوّمة بالدولارات والسنتات. تصدر الأوراق النقدية الأمريكية بهيئة أوراق الاحتياطي المركزي، ويسمّيها الناس «خضراء الظهور (greenbacks)» لأن لون ظهورها كان تاريخيًّا يغلب عليه اللون الأخضر.
يتولّى نظام الاحتياطي الفدرالي في الولايات المتحدة إدارة السياسة النقدية، وهو بمنزلة المصرف المركزي الخاص بالبلاد.
كان الدولار أول الأمر معرّفًا بمقياس ثنائي المعدن، إذ كان يساوي 371.25 حبّة (أي 24.057 غرامًا) من الفضة الممتازة، أو، بعد عام 1837، 23.22 حبة (أي 1.505) من الذهب الممتاز، أو 20.67 دولارًا لكل أونصة. ربط أول قانون لمقياس الذهب الدولار بالذهب وحده عام 1900. في عام 1934 رُفع مقدار الدولارات أمام الأونصة إلى $35. في عام 1971 أُلغيت كل روابط الدولار بالذهب.
أصبح الدولار الأمريكي عملة احتياطي عالمي مهمة بعد الحرب العالمية الأولى، وحل محل الجنيه الإسترليني في صدارة العملات الاحتياطي العالمية بموجب اتفاق بريتون وودز قريبًا من نهاية الحرب العالمية الثانية. الدولار هو أوسع العملات استعمالًا في المعاملات العالمية. وهو كذلك العملة الرسمية لبلدان كثيرة والعملة المستعملة بحكم الواقع في بلدان أخرى، إذ تستعمل في السوق أوراق الاحتياطي المركزي (وأحيانًا عملاته المعدنية).
اعتبارًا من 10 فبراير عام 2021، بلغ مقدار الدولار المتداول في السوق 2.10 تريليون دولار، منها 2.05 تريليون على هيئة أوراق الاحتياطي الفدرالي (والخمسون مليارًا الباقية بهيئة عملات معدنية وأوراق بنكية أقدم).

## نظرة عامّة

### في دستور الولايات المتحدة الأمريكية
يقضي القسم الثامن من المادة الأولى من دستور الولايات المتحدة، بمنح الكونغرس سلطة «صك العملة». القوانين التنفيذية لهذه السلطة مقننة اليوم في العنوان 31 من الكود الأمريكي تحت القسم 5112، وهو يصف الأنواع التي يجب إصدار الدولار الأمريكي بها. هذان النوعان كلاهما يعتبر «عملة قانونية» في تسديد الديون. دولار ساكاجاويا مثال عن دولار مزيج النحاس، خلافًا للعقاب الفضي الأمريكي، وهو من الفضة الخالصة. ويُعطي القسم 5112 أيضًا الحق بصك وإصدار عملات أخرى، تتراوح قيمتها بين سنت واحد ومئة دولار. هذه العملات الأخرى كلها موصوفة في عملات الدولار الأمريكي.
تقضي المادة الأولى، القسم التاسع منها، من الدستور «بإيجاب إصدار تصريح وحساب لفواتير ومصاريف كل المال العام، ونشر هذا التصريح بين حين إلى أخرى»، وهو ما فصله القسم 331 من العنوان 31 في الكود الأمريكي. يعبَّر عن مقادير المال التي تصدر في «التصريحات» بالدولار الأمريكي، لذا يمكن وصف الدولار الأمريكي بأنه واحدة القياس في الولايات المتحدة. «الدولار» واحدة من أول الكلمات في القسم 9، ويشير في هذا السياق إلى الدولار الإسباني المجلّى، وهو عملة تساوي ثمانية ريالات إسبانية.

### قانون الصك
في عام 1792، أمرّ الكونغرس الأمريكي قانون الصك، وفيه القسم التاسع الذي منحه حق إنتاج عملات متنوعة، منها: :248
دولارات أو وحدات— كلٌّ منها له قيمة دولار إسباني مجلى مثل الشائع الآن، على أن يحوي 371 حبة وأربعة أجزاء من ستة عشر من الحبة من الفضة الخالصة، أو أربعمئة حبة من الفضة المعيارية.
يجعل القسم 20 من القانون الدولار الأمريكي وحدة العملة في الولايات المتحدة::250–1
يجب أن يعبر عن مال الحسابات في الولايات المتحدة بالدولارات أو الوحدات، وتُلزَم كل الحسابات في المناصب العامة وكل المحاكمات في محاكم الولايات المتحدة بموافقة هذا التشريع.

### الوحدات العشرية
خلافًا للدولار الإسباني المجلى، وصف قانون الصك والكونغرس القاري نظامًا عشريًّا لوحدة الدولار، كالتالي: المِلّ وهو جزء من ألف جزء من الدولار، السنت وهو جزء من مئة جزء من الدولار، والدايم، وهو عُشر الدولار، والإيغل وهو عشرة دولارات. الأهمية الحالية لهذه الوحدات:
- السنت (¢)، وحده هو المستعمل في القسمة اليومية للدولار.
- الدايم، نادرًا ما يستعمل اسمًا لعملة قيمتها 10 سنتات.
- المِلّ (₥) غير معروف تقريبًا، ولكنه كان مستعملًا قبل أواسط القرن العشرين في ضرائب المبيعات وفي أسعار البنزين، عادةً بهيئة XX.XX9 (مثلًا 3.559، وتشيع كتابتها هكذا: 3.59+9⁄10).[16][17]
- الإيغل كذلك مجهول عمومًا عند العامّة.[17] استُعمل هذا المصطلح في قانون الصك ليساوي 10 دولارات، ولكنه استعمل بعد ذلك لتسمية عملات الذهب.

البيسو أو الدولار الإسباني كان يُقسَم تاريخيًّا إلى ثمانية ريالات (تسمى بالعامية بتّات). تعلّم الأمريكيون أيضًا الحساب بوحدات غير عشرية هي 121/2 سنت قبل عام 1857 عندما كانت البتّات المكسيكية أشيَع من السنتات الأمريكية، وفي الحقيقة ظلّ هذا الأمر مستعملًا في سوق بورصة نيويورك حتى عام 2001.
في عام 1854، اقترح وزير الخزانة جيمس غثري إنشاء عملات ذهبية بقيمة 100 دولار، و50 دولارًا، و25 دولارًا، على أن تسمّى يونيون (اتحاد)، ونصف يونيون، وربع يونيون، على الترتيب، ويكون بذلك اليونيون يساوي 100 دولار. ولكن لم تضرب هذه العملات، ولم توجد إلا أنماط لأنصاف اليونيون.
في شكلها الدائر في السوق حاليًّا، كل القيم الأقل من الدولار أو المساوية له تسمّى عملات أمريكية، وكل القيم الأكبر منه أو المساوية له تسمى أوراق الاحتياطي الفدرالي، بإهمال هذه الحالات الخاصة:
- العملات الذهبية الصادرة للتداول في ثلاثينيات القرن العشرين، التي تصل قيمتها إلى $20 (وتسمّى دبل إيغل)
- السبائك أو الذهب التذكاري، وعملات الفضة والبلاتينيوم والبالاديوم التي قد تبلغ $100 وهي عملة قانونية (ولو أنها تبلغ أكثر بكثير إذا بيعت سبائك ذهب).
- العملة الورقية للحرب الأهلية التي قيمها أقل من دولار.

### التأثيل
في القرن السادس عشر، صك الكونت هيرونيمس شلِك البوهيمي عملات سميت joachimstalers ، نسبة إلى Joachimstal، وهو الوادي الذي كانت تستخرج منه الفضة. واسم الوادي نفسه مسمّى على اسم القديس يهوياقيم، أما كلمة ثال أو تال، فهي نسيبة للكلمة الإنجليزية dale ومعناها بالألمانية «وادي». ثم اختُصرت joachimstaler إلى تالر بالألمانية، وهي كلمة وجدت طريقها إلى لغات كثيرة: تولار (بالتشيكية والسلوفاكية)، دالر (بالدنماركية والسويدية)، دالار ودالر (بالنرويجية)، دالر أو دالدر (بالهولندية)، تالاري (بإثيوبيا)، تالير (بالمجرية)، تاليرو (بالإيطالية)، ودولار (بالإنجليزية).
منح التالر اسمه كذلك لعملات تُصكّ في أماكن أخرى ولها حجم ووزن مشابه. كانت عملة ليوندالر عملة هولندية منقوشًا عليها أسد. منذ القرن السابع عشر إلى أوائل القرن الثامن عشر، شاعت هذه العملة للتجارة الأجنبية مع جزر الهند الشرقية الهولندية، في مستعمرة هولندا الجديدة في أمريكا الشمالية (وهي اليوم في منطقة نيويورك الحضرية)، وفي المستعمرات الثلاث عشرة الأخرى لأنها كانت تحوي فضّة أقل من معظم العملات الكبيرة المتاحة.
مع انقطاع دولار الأسد قبل عام 1690 وتحسين جودة العملات الإسبانية الأمريكية الصادرة من المكسيك منذ عشرينيات القرن الثامن عشر، أصبح البيسو الإسباني هو الذي يسميه المستعمرون الأمريكيون دولارًا. انتشر الدولار الإسباني، الشهور باسم «قطعة من ثمانية»، في المستعمرات الإسبانية في العالم الجديد وفي الفلبين. في النهاية، أصبح الدولار اسم العملة الأمريكية الرسمية.

## رمز الدولار الأمريكي
هناك العديد من الدراسات عن أصل رمز الدولار. الأكثر شيوعاً على نطاق واسع هي، وفقا لمكتب النقش والطباعة في الولايات المتحدة، أن الرمز $ نتيجة لتطور الحروف المكسيكية أو الإسبانية Ps والتي هي تقصير لكلمة بيزو Peso، هذه النظرية، مستمدة من دراسة المخطوطات القديمة، توضح أن s أصبحت تدريجيا تكتب على P. الرمز كان يستخدم على نطاق واسع قبل اعتماد USD في 1785.

## فئات الدولار الورقية
| التعريف ($) | وجه               | عينة |
| ----------- | ----------------- | ---- |
| $1.00       | جورج واشنطن       |      |
| $2.00       | توماس جفرسون      |      |
| $5.00       | أبراهام لينكون    |      |
| $10.00      | ألكساندر هاميلتون |      |
| $20.00      | أندرو جاكسون      |      |
| $50.00      | يوليسيس جرانت     |      |
| $100.00     | بنجامين فرانكلين  |      |

## انخفاض قيمة الدولار
وفي ظل نظام بريتون وودز الذي تأسس بعد الحرب العالمية الثانية، حُدّدت قيمة الذهب عند 35 دولاراً للأونصة، وبالتالي ربطت قيمته بقيمة الذهب. لكن ارتفاع الإنفاق الحكومي في الستينيات أثار شكوكاً حول قدرة الولايات المتحدة على الحفاظ على هذه القابلية للتحويل، وتضاءلت مخزونات الذهب حيث بدأت البنوك والمستثمرون الدوليون في تحويل الدولارات إلى ذهب، ونتيجة لذلك، بدأت قيمة الدولار بالانخفاض. في مواجهة أزمة العملة الناشئة والخطر الوشيك بأن الولايات المتحدة لن تكون قادرة على استبدال الدولار بالذهب، وفي نهاية المطاف أنهى الرئيس نيكسون قابلية تحويل الذهب في عام 1971، ما نجم عنه ما عُرف "بصدمة نيكسون".
وبالتالي، لم تعد قيمة الدولار الأمريكي مرتبطة بالذهب، وأصبح على الاحتياطي الفيدرالي الحفاظ على قيمة العملة الأمريكية. ومع ذلك، استمر الاحتياطي الفيدرالي بزيادة المعروض النقدي، مما أدى إلى الركود التضخمي والانخفاض السريع في قيمة الدولار الأمريكي في السبعينيات. وكان هذا يرجع إلى حد كبير إلى وجهة النظر الاقتصادية السائدة في ذلك الوقت التي ربطت بين التضخم والنمو الاقتصادي الحقيقي (منحنى فيليبس)، لذلك كان التضخم يعتبر حميداً نسبياً. بين عامي 1965 و1981، فقد الدولار الأمريكي ثلثي قيمته.

## العملة المعدنية
أصدرت دار سك العملة الأمريكية عملات معدنية قانونية كل عام منذ عام 1792 وحتى الوقت الحاضر. من عام 1934 وحتى الوقت الحاضر كانت الفئات الوحيدة المنتجة للتداول هي البنس والنيكل والدايم والربع ونصف الدولار والدولار المألوفة.
| فئة                                                                                                | الاسم الشائع                 | وجه العملة | الوجه الخلفي للعملة | صورة الوجه وتاريخ التصميم | الزخرفة العكسية وتاريخ التصميم          | الوزن                   | القطر                 | المواد                                   | حافة                                    | تداول العملة |
| -------------------------------------------------------------------------------------------------- | ---------------------------- | ---------- | ------------------- | ------------------------- | --------------------------------------- | ----------------------- | --------------------- | ---------------------------------------- | --------------------------------------- | ------------ |
| سنت 1¢                                                                                             | بنس واحد                     |            |                     | أبراهام لينكولن (1909)    | درع الاتحاد (2010)                      | 2.5 غرام (0.088 أونصة)  | 0.75 إنش (19.05 ملم)  | 97.5% خارصين مغطاة بـ2.5% نحاس           | مستقيمة                                 | بشكل واسع    |
| عملة الدولار $1                                                                                    | عملة الدولار، الدولار الذهبي |            |                     | ساكاجاويا (2000)          | متنوعة (4 تصاميم في السنة)              | 8.10 غرام (0.286 أونصة) | 1.043 إنش (26.50 ملم) | 88.5% نحاس 6% خارصين 3.5% منغنيز 2% نيكل | مستقيمة 2000–2006 مكتوبة 2007- حتى الآن | محدودة       |
| خمسة سنتات 5¢                                                                                      | النيكل                       |            |                     | توماس جيفرسون (2006)      | مونتيسيلو (1938)                        | 5.0 غرام (0.176 أونصة)  | 0.835 إنش (21.21 ملم) | 75% نحاس 25% نيكل                        | مستقيمة                                 | بشكل واسع    |
| نصف دولار 50¢                                                                                      | نصف دولار                    |            |                     | جون ف. كينيدي (1964)      | الختم الرئاسي (1964)                    | 11.34 غرام (0.4 أونصة)  | 1.205 إنش (30.61 ملم) | 91.67% نحاس 8.33% نيكل                   | 150 القصب                               | محدودة       |
| ربع دولار 25¢                                                                                      | ربع                          |            |                     | جورج واشنطن (1932)        | متنوعة (5 تصاميم في السنة)              | 5.67 غرام (0.2 أونصة)   | 0.955 إنش (24.26 ملم) | 91.67% نحاس 8.33% نيكل                   | 119 القصب                               | بشكل واسع    |
| عشرة سنتات 10¢                                                                                     | قرش                          |            |                     | فرانكلين د. روزفلت (1946) | غصن الزيتون، الشعلة، وغصن البلوط (1946) | 2.268 غرام (0.08 أونصة) | 0.705 إنش (17.91 ملم) | 91.67% نحاس 8.33% نيكل                   | 118 القصب                               | بشكل واسع    |
| هذه الصور بمقياس 2.5 بكسل لكل مليمتر. للاطلاع على معايير الجدول، يُرجى مراجعة جدول مواصفات العملات. |                              |            |                     |                           |                                         |                         |                       |                                          |                                         |              |

سكت العملات الذهبية والفضية سابقًا للتداول العام من القرن الثامن عشر إلى القرن العشرين. سكت آخر العملات الذهبية في عام 1933. سكت آخر العملات الفضية بنسبة 90% في عام 1964 وسكّ آخر نصف دولار فضي بنسبة 40% في عام 1970.
تنتج دار السك الأمريكية حاليًا عملات معدنية متداولة في دار سك العملة في دنفر (في فيلادلفيا) وتنتج عملات معدنية تذكارية وإثباتية لهواة الجمع في دار سك العملة في سان فرانسيسكو ودار سك العملة في ويست بوينت. نوقشت اتفاقيات علامة الدار سك العملة لهذه الفروع وفروع دار سك العملة السابقة في عملات الدولار الأمريكي #علامات دار سك العملة.
لم يكن الدولار الأمريكي المعدني متداولاً على نطاق واسع منذ عام 1794 حتى الوقت الحاضر على الرغم من المحاولات العديدة لزيادة استخدامه منذ سبعينيات القرن العشرين، والسبب الأكثر أهمية هو استمرار إنتاج وشعبية ورقة الدولار الواحد. كانت عملة نصف الدولار شائعة الاستخدام منذ إنشائها في عام 1794 ولكن استخدامها توقف منذ منتصف الستينيات عندما بدأ تخزين جميع عملات نصف الدولار الفضية.
النيكل هو العملة المعدنية الوحيدة التي لا تزال تستخدم بنفس حجمها وتكوينها (5 جرام 75% نحاس و25% نيكل) منذ عام 1865 إلى اليوم باستثناء نيكل جيفرسون في زمن الحرب 1942-1945 والتي كانت تحتوي على الفضة.
بسبب انخفاض قيمة البنس بُذلت بعض الجهود لإلغاء تداوله.

### العملات المعدنية لهواة الجمع
تعتبر العملات المعدنية لهواة الجمع بمثابة عملة قانونية من الناحية الفنية بالقيمة الاسمية ولكن قيمتها عادةً ما تكون أعلى بكثير بسبب قيمتها النقدية أو محتواها من المعادن الثمينة. وتشمل هذه:
- عملات النسر الأمريكي
  - عملة النسر الفضي الأمريكي 1 دولار (1 أونصة تروي ) من سبائك الفضة 1986 حتى الآن
  - النسر الذهبي الأمريكي 5 دولارات (1⁄10 أونصة تروي)، 10 دولارات (1⁄4 أونصة تروي) و25 دولارًا (1⁄2 أونصة تروي وعملة ذهبية بقيمة 50 دولارًا (1 أونصة تروي) من عام 1986 حتى الآن
  - النسر البلاتيني الأمريكي 10 دولارات (1⁄10 أونصة تروي) و25 دولارًا (1⁄4 أونصة تروي)، 50 دولارًا (1⁄2 أونصة تروي وعملة سبائك بلاتينية بقيمة 100 دولار (1 أونصة تروي) من عام 1997 حتى الآن
  - عملة النسر الأمريكي البالاديوم 25 دولارًا (1 أونصة تروي) من سبائك البلاديوم 2017 حتى الآن
- العملات التذكارية للولايات المتحدة - عملات إصدار خاص، من بينها:
  - 50.00 دولارًا (نصف الاتحاد) تم سكها لمعرض بنما والمحيط الهادئ الدولي (1915)
  - مجموعات العملات الفضية التي سكت منذ عام 1992 من فئة العشرة سنتات والربع دولار ونصف الدولار المصنوعة من الفضة بدلاً من ال نحاس والنيكل القياسي
  - مجموعة عملات الدولار الرئاسية التي سُكّت منذ عام 2007

## أصل التسمية
في القرن السادس عشر بدأ الكونت هييروينيموس شليك من بوهيميا في سك العملات المعدنية المعروفة باسم جواكيمستالرز والتي سميت على اسم وادي جواكيمستال الذي استخرجوا منه الفضة. في المقابل سمي الوادي باسم القديس يواكيم حيث أن ثال أو تال وهي كلمة قريبة من الكلمة الإنجليزية دالي هي كلمة ألمانية تعني "الوادي". قاموا باختصار جوخيمستالر لاحقًا إلى الألمانية تالير وهي كلمة وجدت طريقها في النهاية إلى العديد من اللغات بما في ذلك : تولار (التشيكية والسلوفاكية والسلوفينية) دالر (الدنماركية والسويدية) تولار(البولندية) دالر و دلار (النرويجية) دالر أو دالدر (الهولندية) تالاري (الإثيوبية)تالر (المجرية) تاليرو (الإيطالية) دولار (العربية) والدولار (الإنجليزية).
مع أن الهولنديين كانوا روادًا في نيويورك الحديثة في القرن السابع عشر في استخدام وحساب الأموال بالدولارات الفضية في شكل الرايخستال الألماني الهولندي والليويندالدر الهولندي الأصلي ("دولارات الأسد") إلا أن العملة الإسبانية الأمريكية ذات الثمانية ريالات التي كانت شائعة الاستخدام هي التي أصبحت تُعرف حصريًا باسم الدولار منذ القرن الثامن عشر.

## الألقاب
تُستخدم الكلمة العامية دولار(ات) (مثل كلمة جنيه البريطانية للإشارة إلى الجنيه الإسترليني ) في كثير من الأحيان للإشارة إلى دولارات دول مختلفة بما في ذلك الدولار الأمريكي. ربما نشأ هذا المصطلح الذي يعود تاريخه إلى القرن الثامن عشر مع تجارة الجلود الاستعمارية أو ربما نشأ أيضًا من مصطلح لعبة البوكر.
جرينباك هو لقب آخر قاموا بتطبيقه في الأصل على دولارات ملاحظة الطلب في القرن التاسع عشر والتي قاموا بطباعتها باللونين الأسود والأخضر على الجانب الخلفي والتي أنشأها أبراهام لينكولن لتمويل الشمال أثناء الحرب الأهلية. لا يزال يستخدم للإشارة إلى الدولار الأمريكي (ولكن ليس للإشارة إلى دولارات البلدان الأخرى). ويُستخدم مصطلح الدولار الأخضر أيضًا من قبل الصحافة المالية في بلدان أخرى مثل أستراليا ونيوزيلندا  وجنوب إفريقيا والهند.
تشمل الأسماء الأخرى المعروفة للدولار ككل في الفئات: جرينميل وجرين ورؤساء الآباء ويشير الأخير إلى الرؤساء المتوفين الموجودين في معظم الفواتير. تُعرف الدولارات عمومًا أيضًا باسم العظام (على سبيل المثال "عشرون عظمة" 20 دولارًا). التصميمات الأحدث مع عرض الصور الشخصية في الجسم الرئيسي للوجه (بدلاً من الحشوات البارزة ) على ورق مُرمَّز بالألوان حسب الفئة يُشار إليها أحيانًا باسم أوراق نقدية كبيرة الحجم أو أموال مونوبولي.
كانت كلمة بوسطة هي الكلمة الفرنسية الأصلية للدولار الأمريكي والتي استخدمت على سبيل المثال في النص الفرنسي لوثيقة شراء لويزيانا. مع أن الدولار الأمريكي يسمى دولاراً في الفرنسية الحديثة إلا أن مصطلح بوسطة لا يزال مستخدماً بين المتحدثين باللغة الفرنسية الكاجونية والفرنسية في نيو إنجلاند وكذلك بين المتحدثين في هايتي وجزر الكاريبي الفرنسية الأخرى.
الألقاب الخاصة بالطائفة:
- تُعرف عملة الربع دولار باسم "القطعتان" في إشارة إلى أصول الدولار باعتبارها "قطعة الثمانية" (بتات أو ريالات ).[37]
- يُطلق على ورقة الدولار الواحدة اسم باك أو سينجل.
- يُطلق على ورقة الدولارين التي نادرًا ما تُستخدم اسم ديك أو توم أو جيفرسون (نسبةً إلى توماس جيفرسون ).
- يُطلق على ورقة الخمسة دولارات أحيانًا اسم لينكولن (نسبةً إلى أبراهام لينكولن ) أو الزعنفة أو الخمسة أو النقاط الخمس.
- يُطلق على ورقة العشرة دولارات أحيانًا اسم سوبوك أو عشرة بقع أو هاملتون (نسبةً إلى ألكسندر هاملتون ).
- يُطلق على ورقة العشرين دولارًا أحيانًا اسم المنشار المزدوج أو جاكسون (نسبةً إلى أندرو جاكسون ) أو النسر المزدوج.
- يُطلق على ورقة الخمسين دولارًا أحيانًا اسم مقياس أو منحة نسبةً إلى الرئيس يوليسيس س. جرانت.
- يُطلق على ورقة الـ 100 دولار اسم بنيامين أو بينجي أو بن أو فرانكلين في إشارة إلى صورة بنيامين فرانكلين الموجودة عليها. تشمل الألقاب الأخرى ورقة نقدية من فئة C (C هو الرقم الروماني الذي يعني 100) أو ورقة نقدية من فئة القرن أو الفاتورة (على سبيل المثال فاتورتان=200 دولار).
- في بعض الأحيان تسمى المبالغ أو المضاعفات البالغة 1000 دولار بالكبيرة في الخطاب العامي و تختصار بشكل مكتوب إلى جي أو كيه أو كيه (من كيلو على سبيل المثال 10 آلاف دولار=10000 دولار). وبالمثل يمكن أن يشير الرقم الكبير أو المكدس أيضًا إلى مضاعفات 1000 دولار (على سبيل المثال "خمسون كبيرًا"=50000 دولار).

## التاريخ

### الأصول: الدولار الإسباني
قدم الدولار الأمريكي على قدم المساواة مع الدولار الفضي الإسباني الأمريكي (أو البيزو الإسباني الدولار الإسباني المضروب عملة الثمانية ريالات قطعة الثمانية). أنتج الأخير من إنتاج مناجم الفضة الغنية في أمريكا الإسبانية و سك في مدينة مكسيكو وبوتوسي (بوليفيا) وليما (بيرو) وأماكن أخرى وكان متداولًا على نطاق واسع في جميع أنحاء الأمريكتين وآسيا وأوروبا من القرن السادس عشر إلى القرن التاسع عشر. لقد أدى سك الدولارات الإسبانية آليًا منذ عام 1732 إلى تعزيز سمعتها العالمية كعملة تجارية ووضعها في مكانة نموذجية للعملة الجديدة للولايات المتحدة.
حتى بعد أن بدأت دار سك العملة الأمريكية في إصدار العملات المعدنية في عام 1792 كانت الدولارات والسنوات المحلية أقل وفرة في التداول من البيزو والريال الإسباني الأمريكي وثم ظلت الدولارات الإسبانية والمكسيكية والأمريكية جميعها مناقصة قانونية في الولايات المتحدة حتى قانون سك العملة لعام 1857. وعلى وجه الخصوص كان معرفة المستعمرين بربع البيزو الإسباني المكون من ريالين هو السبب في إصدار عملة ربع دولار شبه عشرية بقيمة 25 سنتًا بدلاً من عملة بقيمة 20 سنتًا.
بالنسبة للعلاقة بين الدولار الإسباني والعملات الاستعمارية الفردية للولايات، انظر جنيه كونيتيكت وجنيه ديلاوير وجنيه جورجيا وجنيه ميريلاند وجنيه ماساتشوستس وجنيه نيو هامبشاير وجنيه نيوجيرسي وجنيه نيويورك وجنيه كارولينا الشمالية وجنيه بنسلفانيا وجنيه رود آيلاند وجنيه كارولينا الجنوبية وجنيه فرجينيا .

## قانون سك العملة لعام 1792

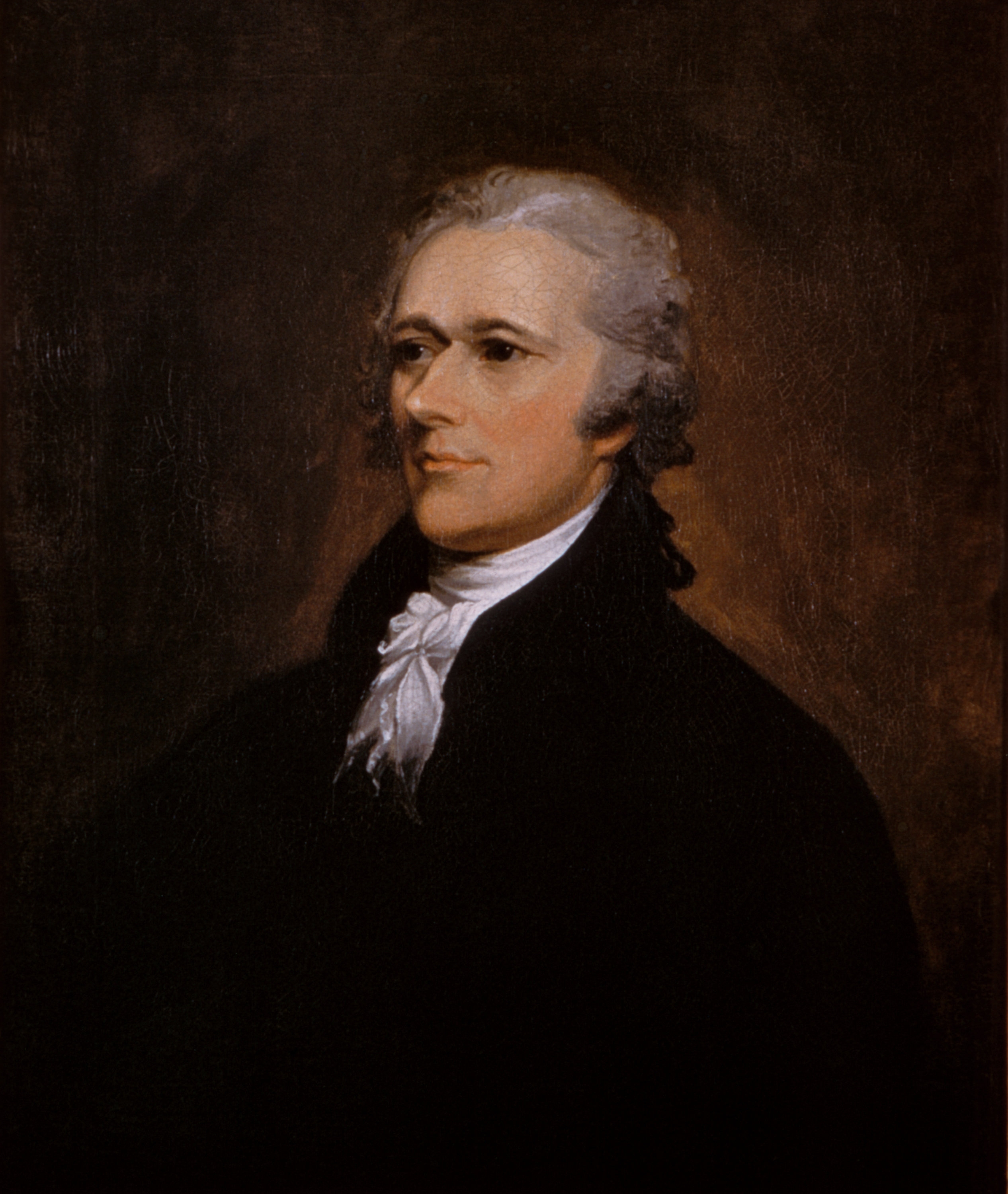
قام ألكسندر هاملتون بوضع اللمسات الأخيرة على تفاصيل قانون سك العملة لعام 1792 وإنشاء دار سك العملة الأمريكية.

في 6 يوليو 1785 قرر الكونجرس القاري أن وحدة النقود في الولايات المتحدة، الدولار ستحتوي على 375.64 حبة من الفضة الخالصة وفي 8 أغسطس 1786 واصل الكونجرس القاري هذا التعريف وقرر كذلك أن النقود الحسابية المقابلة لتقسيم العملات المعدنية ستسير بنسبة عشرية مع كون الوحدات الفرعية هي المطاحن عند 0.001 من الدولار والسنتات عند 0.010 من الدولار والدايمات عند 0.100 من الدولار.
بعد اعتماد دستور الولايات المتحدة عرف الدولار الأمريكي بموجب قانون العملة لعام 1792 . لقد حددت "دولارًا" بناءً على الدولار الإسباني المضروب لاحتواء3714⁄16 حبة من الفضة النقية أو 416.0 حبة (26.96 غ) من "الفضة القياسية" بدرجة نقاء 371.25/416=89.24%؛ بالإضافة إلى "نسر" يحتوي على2474⁄8 حبة من الذهب الخالص أو 270.0 حبة (17.50 غ) من الذهب عيار 22 قيراطًا أو 91.67% من الذهب الخالص. توصل ألكسندر هاملتون إلى هذه الأرقام على أساس تحليل الخزانة لمحتوى الفضة النقية المتوسط في مجموعة مختارة من الدولارات الإسبانية البالية، والذي بلغ 371 حبة. وبدمج نسبة الذهب إلى الفضة السائدة والتي تبلغ 15 حسب معيار الذهب عند 371/15=24.73 حبة من الذهب الخالص أو 26.98 حبة من الذهب عيار 22. وبتقريب الأخير إلى 27.0 حبة أصبح معيار الدولار 24.75 حبة من الذهب الخالص أو 24.75 × 15=371.25 حبة =24.0566 جرام=0.7735 أونصة طروادة من الفضة النقية.
كما حدد قانون العملة نفسه قيمة النسر بعشرة دولارات والدولار بعشرة دولارات.1⁄10 نسر. وقد دعت إلى عملات فضية من فئة 1و1⁄2 و1⁄4 و1⁄10 و1⁄20 دولارًا بالإضافة إلى العملات الذهبية من فئة 1و1⁄2 و1⁄4 نسر. وبعد ذلك حولت قيمة الذهب أو الفضة الموجودة في الدولار إلى قيمة نسبية في الاقتصاد لشراء وبيع السلع. سمح هذا لقيمة الأشياء أن تظل ثابتة إلى حد ما بمرور الوقت باستثناء التدفق والخروج للذهب والفضة في اقتصاد الأمة.
مع أن الدولار الإسباني الذي سك حديثًا بعد عام 1772 كان يحتوي نظريًا على 417.7 حبة من الفضة بدرجة نقاء 130/144 (أو 377.1 حبة من الفضة النقية) إلا أن الاختبارات الموثوقة لتلك الفترة أكدت في الواقع محتوى الفضة النقية بمقدار 370.95 حبة (24.037 غ) بالنسبة لمتوسط الدولار الإسباني المتداول. الدولار الفضي الأمريكي الجديد بقيمة 371.25 حبة (24.057 غ) لذلك قورنت بشكل إيجابي وقاموا باستقبالها على قدم المساواة مع الدولار الإسباني للمدفوعات الأجنبية وبعد عام 1803 اضطرت دار سك العملة الأمريكية إلى تعليق صنع هذه العملة من مواردها المحدودة لأنها فشلت في البقاء في التداول المحلي. ولم يحفاظ على محتوى الفضة النقية في البيزو المكسيكي الذي بلغ 377.1 حبة إلا بعد استقلال المكسيك في عام 1821 وهو ما اضطر الولايات المتحدة في وقت لاحق إلى التنافس عليه باستخدام 378.0 حبة (24.49 غرام) تداول عملة الدولار.

## التصميم
لم تكن العملة المبكرة للولايات المتحدة تعرض وجوه الرؤساء كما هو المعتاد الآن مع أن القانون اليوم لا يسمح إلا بظهور صورة شخص متوفى على عملة الولايات المتحدة. في الواقع كانت الحكومة المشكلة حديثًا ضد وضع صور الزعماء على العملة وهي ممارسة مقارنة بسياسات الملوك الأوروبيين. لم تحصل العملة كما نعرفها اليوم على الوجوه التي لديها حاليًا إلا بعد أوائل القرن العشرين قبل ذلك كان جانب "الرؤوس" من العملة يستخدم وجوهًا جانبية وشخصيات متدرجة وجالسة وواقفة من الأساطير اليونانية والرومانية والأمريكيين الأصليين المركبين. كانت العملات الأخيرة التي حولت إلى صور شخصية لأمريكيين تاريخيين هي الدايم (1946) ونصف الدولار (1948) والدولار (1971).

## العملة القارية

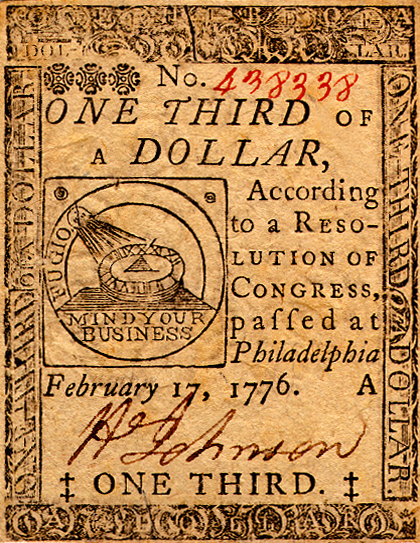
ورقة نقدية من فئة ثلث دولار قارية (الوجه)

بعد الثورة الأمريكية أصبحت المستعمرات الثلاثة عشر مستقلة. وبعد تحررهم من القيود النقدية البريطانية أصدر كل منهما عملة ورقية بقيمة جنيه إسترليني واحد لدفع النفقات العسكرية. وبدأ الكونجرس القاري أيضًا في إصدار "العملة القارية" المقومة بالدولار الإسباني. بالنسبة لقيمتها بالنسبة لعملات الولايات انظر العملة الأمريكية المبكرة .
انخفضت قيمة العملة القارية بشكل كبير أثناء الحرب مما أدى إلى ظهور العبارة الشهيرة "لا تساوي عملة قارية". وكانت المشكلة الأساسية هي عدم تنسيق السياسة النقدية بين الكونجرس والولايات التي استمرت في إصدار سندات الائتمان. بالإضافة إلى ذلك لم يكن لدى الكونجرس ولا حكومات الولايات المختلفة الإرادة أو الوسائل لسحب الأوراق النقدية من التداول من خلال الضرائب أو بيع السندات. وفي نهاية المطاف ت أستبدلت العملة بالدولار الفضي بمعدل دولار فضي واحد مقابل 1000 دولار قاري. وقد أدى هذا إلى كتابة البند الذي ينص على أنه "لا يجوز لأي ولاية... أن تجعل أي شيء سوى العملات الذهبية والفضية وسيلة لسداد الديون" في المادة 1 القسم 10 من دستور الولايات المتحدة .

### معايير الفضة والذهب القرن التاسع عشر
من تنفيذ قانون سك العملة لعام 1792 إلى تنفيذ معيار الذهب عام 1900 كان الدولار على معيار ثنائي المعدن من الفضة والذهب والذي قاموا بتعريفه إما على أنه 371.25 حبة (24.056 جرام) من الفضة النقية أو 24.75 حبة من الذهب النقي (نسبة الذهب إلى الفضة 15).
بعد قانون سك العملة لعام 1834، عدل ما يعادل الدولار من الذهب الخالص إلى 23.2 حبة و عدل قليلاً إلى 23.22 grain (1.505 غ) في عام 1837 (نسبة الذهب إلى الفضة ≈16). وقد حل القانون نفسه أيضًا الصعوبة في سك "الفضة القياسية" بنسبة نقاء 89.24% من خلال تعديل سبيكة الدولار إلى 412.5 حبة 90% فضة مع احتوائها على 371.25 حبة من الفضة النقية. كما عدل الذهب إلى نسبة نقاء 90% : 25.8 حبة إجمالي و23.22 حبة ذهب نقي.
في أعقاب ارتفاع سعر الفضة خلال اندفاع الذهب في كاليفورنيا واختفاء العملات الفضية المتداولة خفض قانون سك العملة لعام 1853 معيار العملات الفضية التي تقل عن دولار واحد من 412.5 حبة إلى 384 grain (24.9 غ) 90% فضة لكل 100 سنت (قاموا بتعديلها قليلاً إلى 25.0 جرام 90% فضة في عام 1873). كما حدد القانون حق الأفراد في تحويل السبائك الفضية إلى عملة واحدة فقط وهي الدولار الفضي الذي يبلغ وزنه 412.5 حبة ولا يمكن إنتاج عملات أصغر حجماً من معيار أقل إلا بواسطة دار سك العملة الأمريكية باستخدام سبائكها الخاصة.
ملخص وروابط للعملات المعدنية الصادرة في القرن التاسع عشر:
- في المعدن الأساسي: 1/2 سنت و1 سنت و5 سنتات.
- بالفضة: نصف عشرة سنتات وعشرة سنتات وربع دولار ونصف دولار ودولار فضي.
- بالذهب: 1 دولار ذهبي و2.50 دولار ربع نسر و5 دولار نصف نسر و10 دولار نسر و20 دولار نسر مزدوج.
- الفئات الأقل شيوعًا: البرونز 2 سنت والنيكل 3 سنتاتوالفضة 3 سنتات والفضة 20 سنتًا والذهب 3 دولارات.

### إصدارات الملاحظات، القرن التاسع عشر

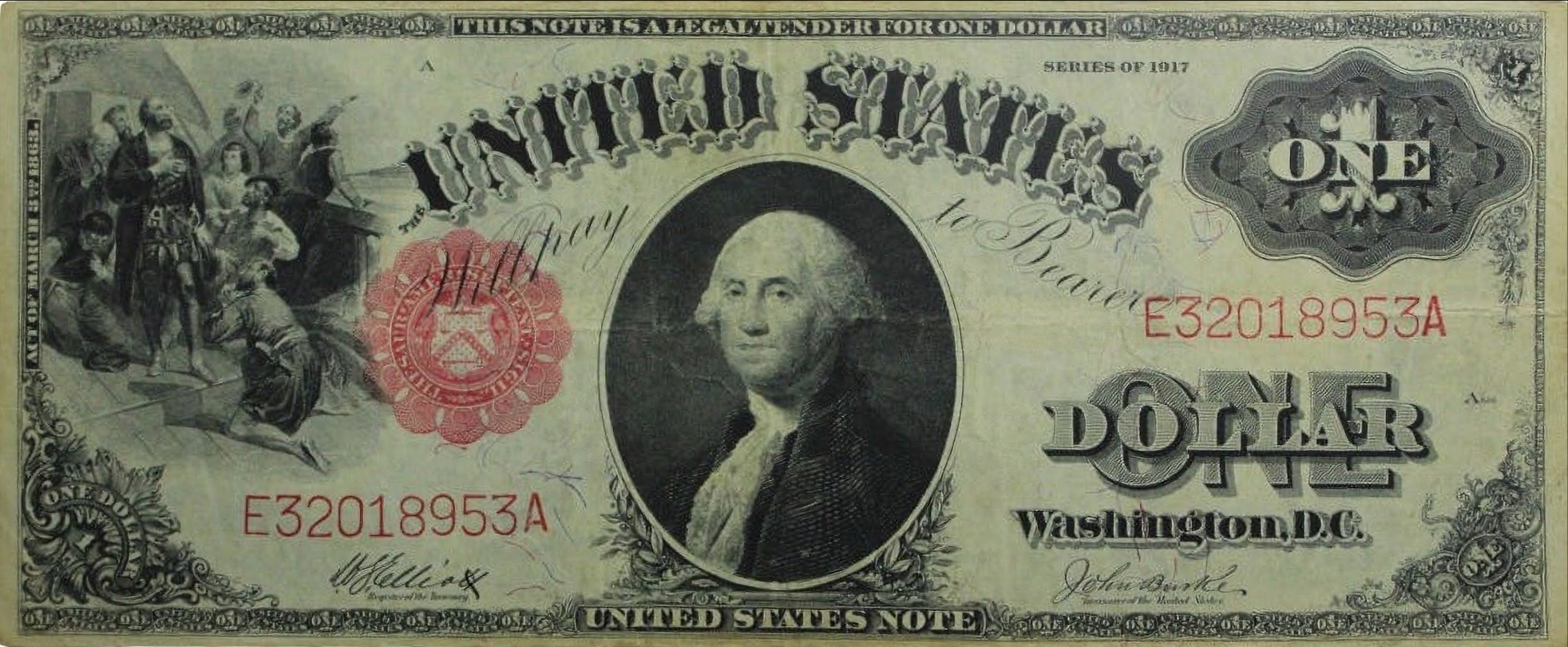
سلسلة من الأوراق النقدية الأمريكية بقيمة دولار واحد لعام 1917

من أجل تمويل حرب عام 1812 أذن الكونجرس بإصدار سندات الخزانة وهي ديون قصيرة الأجل تحمل فائدة ويمكن استخدامها لدفع الرسوم العامة. ومع أن المقصود منها كان أن تكون بمثابة دين فإنها كانت تعمل "إلى حد محدود" كعملة. قاموا بطباعة سندات الخزانة مرة أخرى للمساعدة في حل مشكلة انخفاض الإيرادات العامة الناتجة عن ذعر عام 1837 وذعر عام 1857 وكذلك للمساعدة في تمويل الحرب المكسيكية الأمريكية والحرب الأهلية.
أصدرت النقود الورقية مرة أخرى في عام 1862 دون دعم المعادن الثمينة بسبب الحرب الأهلية. بالإضافة إلى سندات الخزانة سمح الكونجرس في عام 1861 للخزانة باقتراض 50 دولارًا ملايين الدولارات في شكل سندات عند الطلب والتي لم تحمل فائدة ولكن يمكن استردادها عند الطلب مقابل المعادن الثمينة. ومع ذلك بحلول ديسمبر/كانون الأول 1861 أصبحت إمدادات الحكومة الاتحادية من العملات المعدنية أكبر من الطلب على الاسترداد مما اضطرها إلى تعليق الاسترداد مؤقتًا. في فبراير 1862 أقر الكونجرس قانون العطاء القانوني لعام 1862 وأصدر سندات أمريكية والتي لم تكن قابلة للاسترداد عند الطلب ولم تحمل أي فائدة ولكنها كانت بمثابة عطاء قانوني مما يعني أن الدائنين كان عليهم قبولها بالقيمة الاسمية لأي دفعة باستثناء التعريفات الجمركية على الواردات والفائدة على الديون العامة. ومع ذلك استمر إصدار العملات الفضية والذهبية، مما أدى إلى انخفاض قيمة الأوراق النقدية المطبوعة حديثًا من خلال قانون جريشام. في عام 1869 قضت المحكمة العليا في قضية هيبورن ضد جريسوولد بأن الكونجرس لا يستطيع إلزام الدائنين بقبول سندات الولايات المتحدة ولكنها ألغت هذا الحكم في العام التالي في قضايا العطاء القانوني. في عام 1875 أقر الكونجرس قانون استئناف دفع العملات المعدنية والذي يتطلب من وزارة الخزانة السماح باستبدال الأوراق النقدية الأميركية بالذهب بعد الأول من يناير/كانون الثاني 1879.

### معيار الذهب القرن العشرين

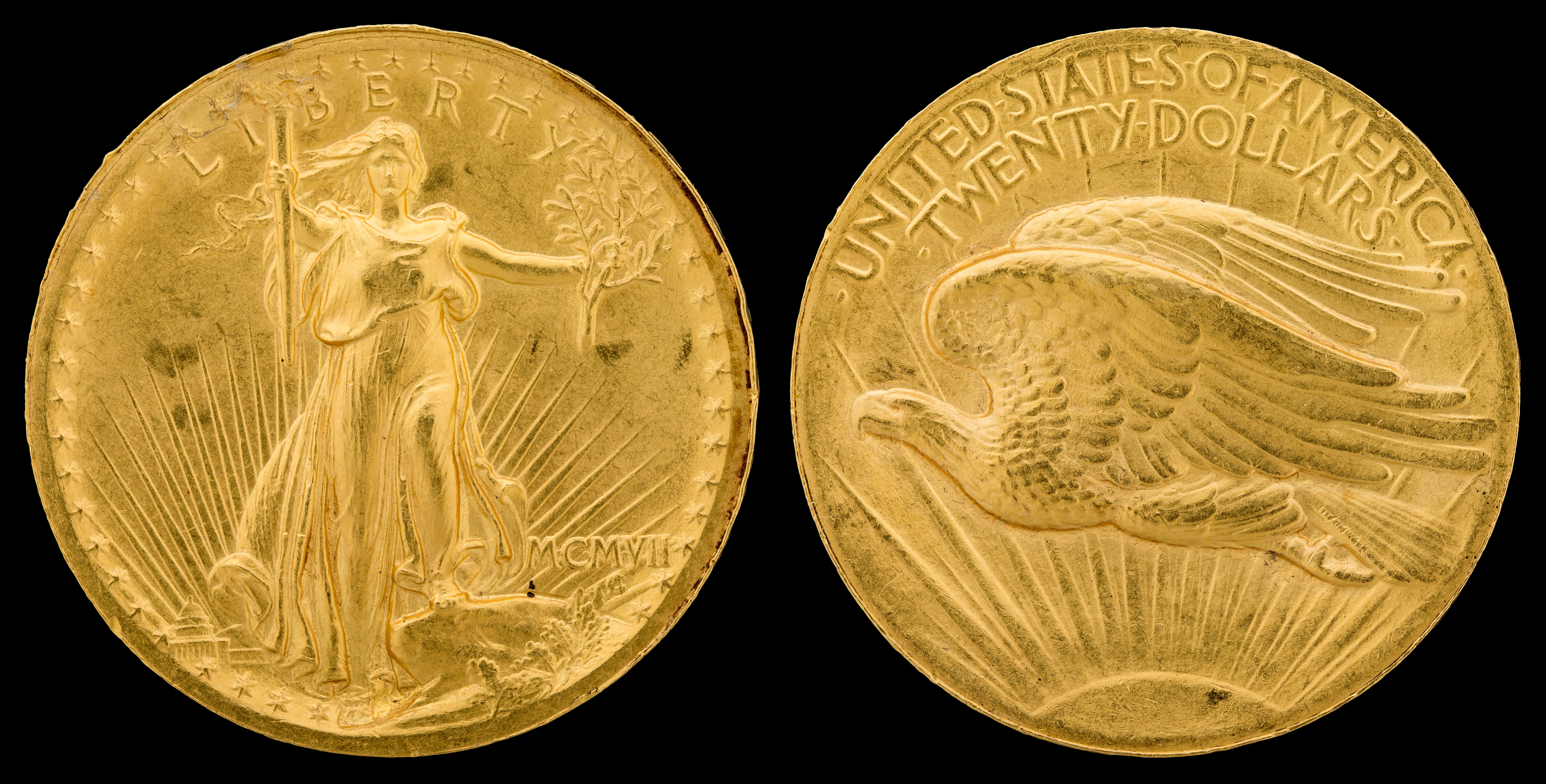
نسر ذهبي مزدوج (عملة بقيمة 20 دولارًا) 1907

مع أن الدولار خضع لمعيار الذهب بحكم القانون فقط بعد عام 1900 إلا أن عصر المعدنين انتهى بحكم الأمر الواقع عندما أوقف قانون سك العملة لعام 1873 سك الدولار الفضي القياسي بقيمة 412.5 حبة تروي=26.73 غرام 0.859 أونصة تروي العملة الوحيدة القانونية التي يمكن للأفراد تحويل السبائك إليها بكميات غير محدودة (أو فضة مجانية)،
وفي بداية اندفاع الفضة من كومستوك لود في سبعينيات القرن التاسع عشر. كانت هذه هي ما يسمى بـ "جريمة عام 1973".
ألغى قانون معيار الذهب لعام 1900 الارتباط التاريخي بين الدولار الأمريكي والفضة وحدده فقط على أنه 23.22 حبة (1.505 غرام) من الذهب الخالص (أو 20.67 دولارا للأونصة من 480 حبة). في عام 1933 قاموا بمصادرة العملات الذهبية بموجب الأمر التنفيذي رقم 6102 في عهد فرانكلين د. روزفلت وفي عام 1934 قاموا بتغيير المعيار إلى 35 دولارًا للأونصة تروي من الذهب الخالص أو 13.71 حبة (0.888 غرام) لكل دولار.
بعد عام 1968 قاموا بتنفيذ سلسلة من المراجعات على ربط الدولار بالذهب والتي بلغت ذروتها في صدمة نيكسون في 15 أغسطس/آب 1971 والتي أنهت فجأة قابلية تحويل الدولار إلى ذهب. ومنذ ذلك الحين ظل الدولار الأمريكي يتحرك بحرية في أسواق الصرف الأجنبي.

### أوراق الاحتياطي الفيدرالي، من القرن العشرين حتى الوقت الحاضر
واصل الكونجرس إصدار النقود الورقية بعد الحرب الأهلية وكان آخرها ورقة الاحتياطي الفيدرالي التي أقرها قانون الاحتياطي الفيدرالي لعام 1913. منذ إيقاف جميع أنواع الأوراق النقدية الأخرى (شهادات الذهب في عام 1933 وشهادات الفضة في عام 1963 والأوراق النقدية الأمريكية في عام 1971) أصدرت أوراق الدولار الأمريكي منذ ذلك الحين حصريًا كأوراق نقدية صادرة عن بنك الاحتياطي الفيدرالي .

## الظهور كعملة احتياطية

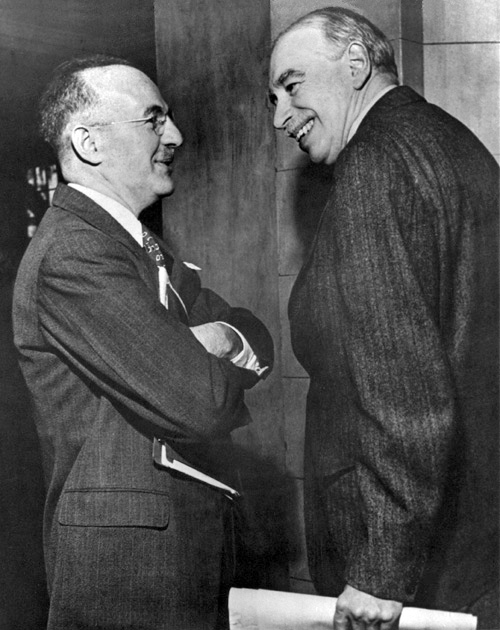
جون ماينارد كينز (على اليمين) وهاري دكستر وايت في الاجتماع الافتتاحي لصندوق النقد الدولي في عام 1946. وكان لهم دور فعال في صياغة أحكام النظام المالي العالمي في فترة ما بعد الحرب

نشأ الدولار الأمريكي لأول مرة كعملة احتياطية دولية مهمة في عشرينيات القرن العشرين حيث حل محل الجنيه الإسترليني البريطاني حيث خرج من الحرب العالمية الأولى دون أضرار تذكر وبما أن الولايات المتحدة كانت متلقياً كبيراً لتدفقات الذهب في زمن الحرب. بعد أن برزت الولايات المتحدة كقوة عظمى عالمية أقوى خلال الحرب العالمية الثانية أسست اتفاقية بريتون وودز عام 1944 الدولار الأمريكي باعتباره العملة الاحتياطية الأساسية في العالم والعملة الوحيدة بعد الحرب المرتبطة بالذهب. ومع أن قطع كل الروابط مع الذهب في عام 1971 فإن الدولار لا يزال العملة الاحتياطية الأهم في العالم للتجارة الدولية حتى يومنا هذا.
كما حددت اتفاقية بريتون وودز لعام 1944 النظام النقدي بعد الحرب العالمية الثانية والعلاقات بين الدول المستقلة في العصر الحديث من خلال إنشاء نظام من القواعد والمؤسسات والإجراءات لتنظيم النظام النقدي الدولي. وقد أدت هذه الاتفاقية إلى تأسيس صندوق النقد الدولي وغيره من مؤسسات مجموعة البنك الدولي الحديثة وتأسيس البنية الأساسية اللازمة لإجراء المدفوعات الدولية والوصول إلى أسواق رأس المال العالمية باستخدام الدولار الأميركي.
قاموا بإدارة السياسة النقدية للولايات المتحدة من خلال نظام الاحتياطي الفيدرالي الذي يعمل بمثابة البنك المركزي للبلاد. قاموا بتأسيسه في عام 1913 بموجب قانون الاحتياطي الفيدرالي بهدف توفير عملة مرنة للولايات المتحدة والإشراف على نظامها المصرفي وخاصة في أعقاب ذعر عام 1907.
على مدى الجزء الأكبر من فترة ما بعد الحرب مولت الحكومة الأميركية إنفاقها من خلال الاقتراض بكثافة من أسواق رأس المال العالمية المرتبطة بالدولار في شكل ديون مقومة بعملتها المحلية وبأسعار فائدة ضئيلة. وقد وصفت هذه القدرة على الاقتراض بكثافة من دون مواجهة أزمة كبيرة في ميزان المدفوعات بأنها الامتياز الباهظ الذي تتمتع به الولايات المتحدة.

## الدول التي تستخدم الدولار الأمريكي

### المستخدمون الرسميون
تستخدم هذه البلدان والأقاليم الدولار الأمريكي كعملة رسمية :
- الولايات المتحدة** بما في ذلك 5 مناطق:
  -     -  ساموا الأمريكية
    -  غوام
    -  جزر ماريانا الشمالية
    -  بورتوريكو
    -  جزر العذراء الأمريكية** جزر الولايات المتحدة الصغيرة النائية
- اتفاقية الارتباط الحر
  -  جزر مارشال
  -  ميكرونيسيا
  -  بالاو
- الإكوادور[47]
(بجانب عملات السنتافو الإكوادورية)
- السلفادور[48] ليبيريا[49]
(بجانب الدولار الليبيري)
- بنما
(بجانب عملات بالبوا البنمية)

 تيمور الشرقية

(إلى جانب عملات سنتافو تيمور الشرقية)
- الأقاليم البريطانية فيما وراء البحار:
  -  جزر العذراء البريطانية
  -  جزر توركس وكايكوس* الكاريبي الهولندي:
  -  بونير
  -  سابا
  -  سينت أوستاتيوس

المستخدمون غير الرسميين
هذه البلدان والأقاليم تقبل الدولار الأمريكي على نطاق واسع بشكل غير رسمي كعملة ثانوية :
- كمبوديا[51][52] العملة الرسمية هي الريال الكمبودي
- هندوراس العملة الرسمية هي الليمبيرا الهندوراسية
- لبنان العملة الرسمية هي الليرة اللبنانية[53]
- فنزويلا العملة الرسمية هي البوليفار الفنزويلي[54][55]
- زيمبابوي,العملة الرسمية هي ذهب زيمبابوي.
- الكاريبي الهولندي:
- سينت مارتن العملة الرسمية هي الجيلدر الكاريبي
- ما وراء البحار فرنسا:
  -  سان مارتين العملة الرسمية هي اليورو

## السياسة النقدية

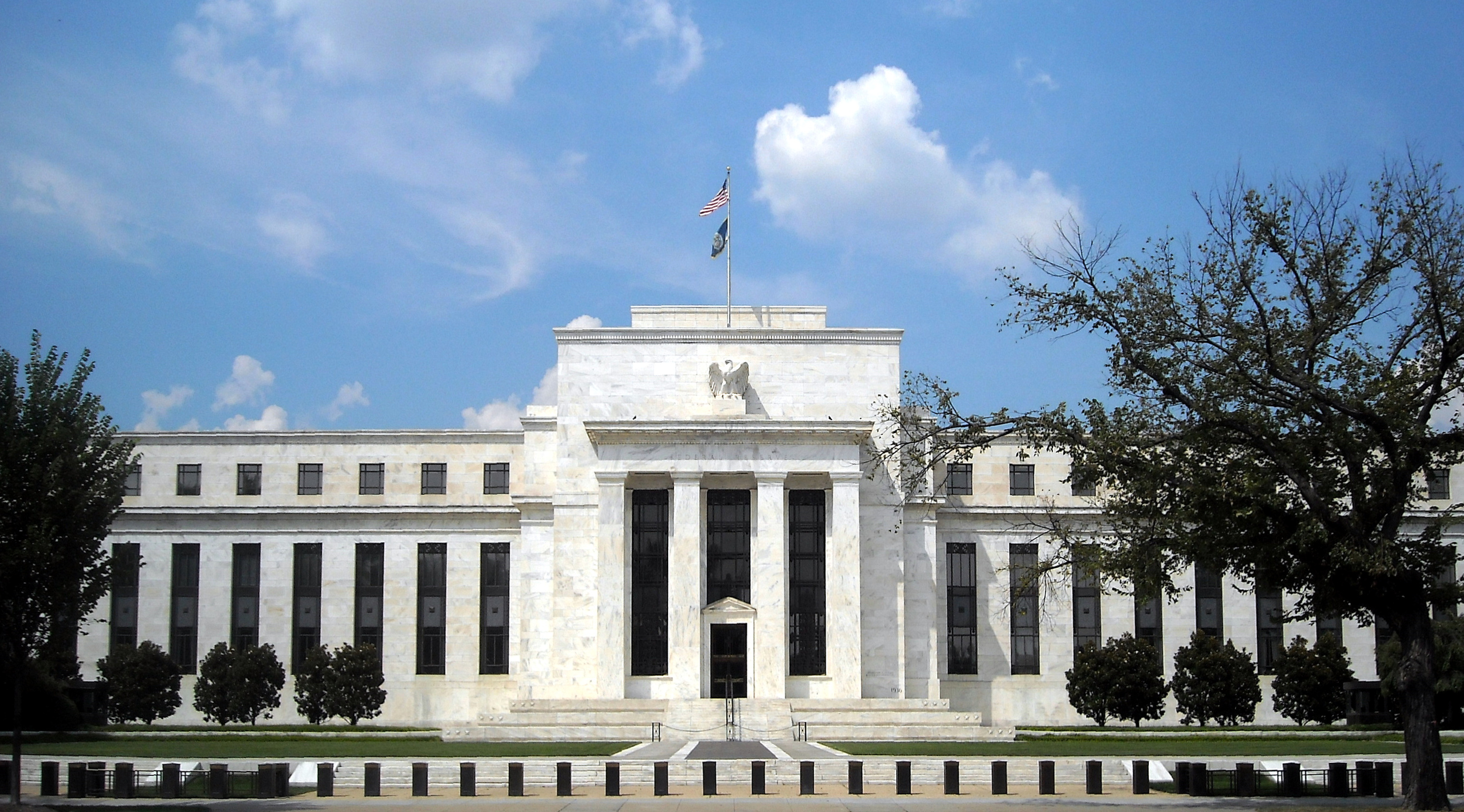
المقر الرئيسي لنظام الاحتياطي الفيدرالي في واشنطن العاصمة

أنشأ قانون الاحتياطي الفيدرالي نظام الاحتياطي الفيدرالي في عام 1913 باعتباره البنك المركزي للولايات المتحدة. مهمتها الأساسية هي إدارة السياسة النقدية للبلاد لتعزيز الحد الأقصى من العمالة واستقرار الأسعار ومعدلات الفائدة المعتدلة طويلة الأجل في الاقتصاد الأمريكي. كما أنها مكلفة بتعزيز استقرار النظام المالي وتنظيم المؤسسات المالية والعمل كمقرض الملاذ الأخير.
قاموا بإدارة السياسة النقدية للولايات المتحدة من قبل لجنة السوق المفتوحة الفيدرالية والتي تتألف من مجلس محافظي بنك الاحتياطي الفيدرالي و5 من رؤساء البنوك الاحتياطية الفيدرالية الاثني عشر وقاموا بتنفيذها من قبل جميع البنوك الاحتياطية الفيدرالية الإقليمية الاثني عشر.
تشير السياسة النقدية إلى الإجراءات التي تتخذها البنوك المركزية لتحديد حجم ومعدل نمو المعروض النقدي المتاح في الاقتصاد والتي من شأنها أن تؤدي إلى تحقيق الأهداف المرجوة مثل انخفاض التضخم وانخفاض البطالة واستقرار الأنظمة المالية. إن إجمالي المعروض النقدي في الاقتصاد هو مجموع
- النقود م0 أو القاعدة النقدية "الدولارات" في العملة وأرصدة النقود المصرفية المودعة لدى المودعين لدى البنك المركزي، والتي تدعمها أصول البنك المركزي،
- بالإضافة إلى أموال م1 وم2 وم3  "الدولارات" في شكل أرصدة نقدية بنكية تُضاف إلى المودعين في البنوك والتي تدعمها أصول البنك واستثماراته.

تؤثر لجنة السوق المفتوحة الفيدرالية على مستوى الأموال المتاحة للاقتصاد بالوسائل التالية :
- متطلبات الاحتياطي تحدد النسبة المئوية الدنيا المطلوبة من الودائع في البنك التجاري والتي يجب الاحتفاظ بها كاحتياطي (أي كودائع لدى بنك الاحتياطي الفيدرالي) مع توفير الباقي للإقراض أو الاستثمار. إن المتطلبات الأعلى تعني أموالاً أقل قاموا بإقراضها أو استثمارها مما يساعد على إبقاء التضخم تحت السيطرة. إن رفع معدل الأموال الفيدرالية المكتسبة من هذه الاحتياطيات يساعد أيضاً في تحقيق هذا الهدف.
- عمليات السوق المفتوحة يشتري بنك الاحتياطي الفيدرالي أو يبيع سندات الخزانة الأمريكية والأوراق المالية الأخرى التي تحتفظ بها البنوك في مقابل الاحتياطيات وتؤدي الاحتياطيات الأكبر إلى زيادة قدرة البنك على الإقراض أو الاستثمار في مكان آخر.
- إقراض النافذة المخفضة يمكن للبنوك الاقتراض من بنك الاحتياطي الفيدرالي.

إن السياسة النقدية تؤثر بشكل مباشر على أسعار الفائدة كما أنها تؤثر بشكل غير مباشر على أسعار الأسهم والثروات وأسعار صرف العملات. ومن خلال هذه القنوات تؤثر السياسة النقدية على الإنفاق والاستثمار والإنتاج والعمالة والتضخم في الولايات المتحدة. إن السياسة النقدية الفعالة تكمل السياسة المالية لدعم النمو الاقتصادي.
ارتفعت القاعدة النقدية المعدلة من حوالي 400 دولار مليار دولار في عام 1994 إلى 800 مليار دولار في عام 2005 وإلى أكثر من 3 تريليون دولار في عام 2013.
عندما يقوم بنك الاحتياطي الفيدرالي بعملية شراء فإنه يقوم بإضافة رصيد إلى حساب الاحتياطي الخاص بالبائع (لدى بنك الاحتياطي الفيدرالي). لا تحول هذه الأموال من أي صناديق موجودة  ففي هذه المرحلة أنشأ بنك الاحتياطي الفيدرالي أموالاً جديدة عالية القوة. بعد ذلك تقرر البنوك التجارية مقدار الأموال التي يجب الاحتفاظ بها كوديعة لدى بنك الاحتياطي الفيدرالي ومقدار الأموال التي يجب الاحتفاظ بها كعملة مادية. في الحالة الأخيرة يقوم بنك الاحتياطي الفيدرالي بتقديم طلب للحصول على النقود المطبوعة من وزارة الخزانة الأمريكية. وتقوم وزارة الخزانة بدورها بإرسال هذه الطلبات إلى مكتب النقش والطباعة (لطباعة أوراق الدولار الجديدة) ومكتب سك العملة (لختم العملات المعدنية).
غالبًا ما يُطلق على أهداف السياسة النقدية لمجلس الاحتياطي الفيدرالي المتمثلة في الحفاظ على استقرار الأسعار وانخفاض البطالة اسم التفويض المزدوج . وهذا يحل محل الممارسات السابقة في ظل معيار الذهب حيث يكون الاهتمام الرئيسي هو المعادل الذهبي للعملة المحلية أو في ظل معيار صرف الذهب حيث يكون الاهتمام هو تثبيت سعر الصرف مقابل عملة أخرى قابلة للتحويل إلى ذهب (وهو ما كان ممارساً في السابق على مستوى العالم بموجب اتفاقية بريتون وودز لعام 1944 من خلال أسعار الصرف الثابتة للدولار الأميركي).

## الاستخدام الدولي كعملة احتياطية
[[:ملف:DOLLAR AND EURO IN THE WORLD.svg|]]

### الهيمنة
كانت العملة الأساسية المستخدمة في التجارة العالمية بين أوروبا وآسيا والأمريكتين تاريخيًا هي الدولار الفضي الإسباني الأمريكي والذي أنشأ نظام معيار الفضة العالمي من القرن السادس عشر إلى القرن التاسع عشر بسبب الإمدادات الفضية الوفيرة في أمريكا الإسبانية. قاموا بإشتقاق الدولار الأمريكي نفسه من هذه العملة. وفي وقت لاحق حل الجنيه الإسترليني البريطاني محل الدولار الإسباني مع ظهور معيار الذهب الدولي في الربع الأخير من القرن التاسع عشر.
بدأ الدولار الأمريكي في إزاحة الجنيه الإسترليني كعملة احتياطية دولية منذ عشرينيات القرن العشرين منذ خروجه من الحرب العالمية الأولى دون أضرار تُذكر ومنذ أن أصبحت الولايات المتحدة متلقيًا مهمًا لتدفقات الذهب في زمن الحرب. بعد ظهور الولايات المتحدة كقوة عظمى عالمية أقوى خلال الحرب العالمية الثانية أسست اتفاقية بريتون وودز عام 1944 النظام النقدي الدولي لما بعد الحرب حيث ارتفع الدولار الأمريكي ليصبح العملة الاحتياطية الأساسية في العالم للتجارة الدولية والعملة الوحيدة بعد الحرب المرتبطة بالذهب بسعر 35 دولارًا للأونصة.

### كعملة احتياطية دولية
وينضم الدولار الأميركي إلى العملات الرئيسية الأخرى في العالم اليورو والجنيه الإسترليني والين الياباني والرنمينبي الصيني في سلة العملات الخاصة بحقوق السحب لصندوق النقد الدولي. تحتفظ البنوك المركزية في جميع أنحاء العالم باحتياطيات ضخمة من الدولار الأمريكي ضمن حيازاتها وهي من المشترين الكبار لسندات وأوراق الخزانة الأمريكية.
تحتفظ الشركات والكيانات الأجنبية والأفراد بالدولار الأمريكي في حسابات إيداع أجنبية تسمى بالدولار الأوروبي (لا ينبغي الخلط بينه وبين اليورو) والتي تقع خارج نطاق سلطة نظام الاحتياطي الفيدرالي. ويحتفظ الأفراد أيضًا بالدولارات خارج النظام المصرفي في الغالب في شكل أوراق نقدية بقيمة 100 دولار أمريكي حيث يقوموا بالاحتفاظ بنسبة 80% من المعروض منها في الخارج.
تمارس وزارة الخزانة الأمريكية رقابة كبيرة على شبكة التحويلات المالية سويفت وثم تتمتع بنفوذ هائل على أنظمة المعاملات المالية العالمية مع القدرة على فرض عقوبات على الكيانات والأفراد الأجانب.

### في الأسواق العالمية
الدولار الأمريكي هو في المقام الأول وحدة العملة القياسية التي  بها تسعر السلع وتداولها والتي بها تسوية المدفوعات في أسواق السلع العالمية. مؤشر الدولار الأمريكي هو مؤشر مهم لقوة الدولار أو ضعفه مقابل سلة من ست عملات أجنبية.
إن حكومة الولايات المتحدة قادرة على اقتراض تريليونات الدولارات من أسواق رأس المال العالمية بالدولار الأميركي الذي يصدره بنك الاحتياطي الفيدرالي والذي يقع تحت سلطة الحكومة الأميركية بأسعار فائدة ضئيلة وبمخاطر تخلف عن السداد تكاد تكون معدومة. وعلى النقيض من ذلك فإن الحكومات والشركات الأجنبية غير القادرة على جمع الأموال بعملاتها المحلية تضطر إلى إصدار ديون مقومة بالدولار الأمريكي إلى جانب ما يترتب على ذلك من ارتفاع أسعار الفائدة ومخاطر التخلف عن السداد. لقد وصفت قدرة الولايات المتحدة على الاقتراض بعملتها الخاصة دون مواجهة أزمة كبيرة في ميزان المدفوعات في كثير من الأحيان بأنها امتياز باهظ.
إن أحد المواضيع المتكررة للنقاش هو ما إذا كانت سياسة الدولار القوي التي تنتهجها الولايات المتحدة تخدم مصالحها الخاصة فضلاً عن مصلحة المجتمع الدولي.

### العملات المرتبطة بالدولار الأمريكي
لمناقشة أكثر شمولاً للدول التي تستخدم الدولار الأمريكي كعملة رسمية أو مألوفة أو تستخدم عملات مرتبطة بالدولار الأمريكي انظر الاستخدام الدولي للدولار الأمريكي #الدولرة وأسعار الصرف الثابتة واستبدال العملة #الدولار الأمريكي.
تشمل الدول التي تستخدم الدولار الأمريكي كعملة رسمية ما يلي :
- في الأمريكتين: بنما والإكوادور والسلفادور وجزر فيرجن البريطانية وجزر توركس وكايكوس ومنطقة البحر الكاريبي الهولندية.
- الدول المكونة لإقليم جزر المحيط الهادئ المشمول بالوصاية السابق: بالاو والولايات الفيدرالية لميكرونيسيا وجزر مارشال.
- آخرون: تيمور الشرقية.

ومن بين الدول التي تستخدم الدولار الأمريكي إلى جانب العملات الأجنبية الأخرى وعملاتها المحلية كمبوديا وزيمبابوي.
العملات المرتبطة بالدولار الأمريكي تشمل :
- في منطقة البحر الكاريبي : الدولار الباهامي والدولار الباربادوسي والدولار البيليزي والدولار البرمودي ودولار جزر كايمان ودولار شرق البحر الكاريبي وجيلدر جزر الأنتيل الهولندية والفلورين الأروبي.
- عملات خمس دول عربية منتجة للنفط : الريال السعودي والدرهم الإماراتي والريال العماني والريال القطري والدينار البحريني .
- أخرى: دولار هونج كونج والباتاكا الماكاوية والدينار الأردني والليرة اللبنانية.

## القيمة

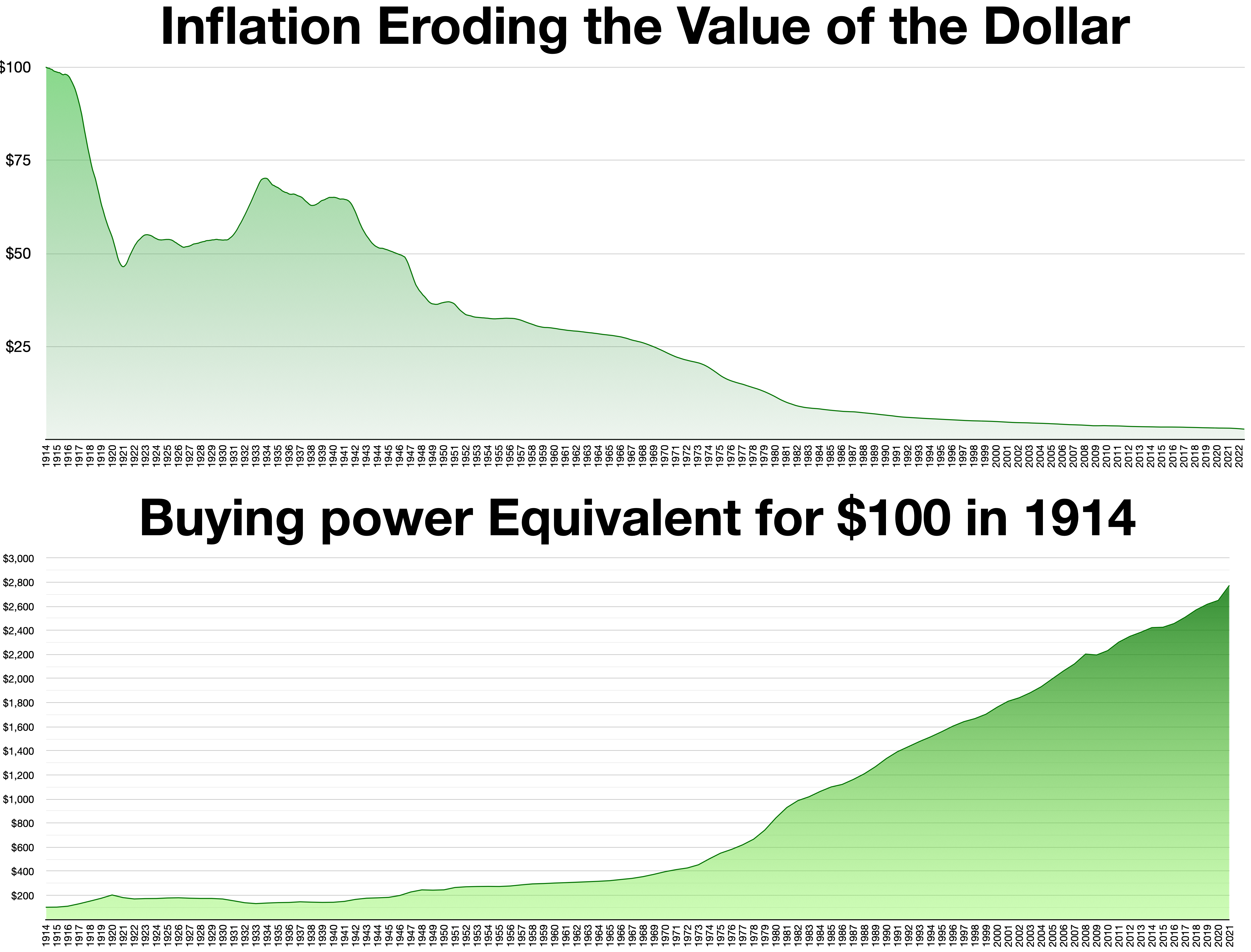
قيمة التضخم للدولار

تنص الفقرة السادسة من القسم الثامن من المادة الأولى من دستور الولايات المتحدة على أن الكونجرس الأمريكي يتمتع بسلطة "سك النقود" و"تنظيم قيمة" العملات المحلية والأجنبية. وقد مارس الكونجرس هذه الصلاحيات عندما أصدر قانون سك العملة لعام 1792 . نص هذا القانون على سك أول دولار أمريكي وأعلن أن قيمة الدولار الأمريكي ستكون "بقيمة الدولار الإسباني المضروب كما هو الحال الآن".
يوضح الجدول أعلاه الكمية المعادلة من السلع التي يمكن شراؤها بمبلغ دولار واحد في عام معين. يوضح الجدول أنه منذ عام 1774 وحتى عام 2012 فقد الدولار الأمريكي حوالي 97.0% من قوته الشرائية.
يتوافق انخفاض قيمة الدولار الأمريكي مع التضخم السعري وهو ارتفاع في المستوى العام لأسعار السلع والخدمات في الاقتصاد على مدى فترة زمنية. مؤشر أسعار المستهلك (CPI) هو مقياس لتقدير متوسط سعر السلع والخدمات الاستهلاكية التي تشتريها الأسر. مؤشر أسعار المستهلك في الولايات المتحدة الذي ينشره مكتب إحصاءات العمل هو مقياس لتقدير متوسط سعر السلع والخدمات الاستهلاكية في الولايات المتحدة. وهو يعكس التضخم كما يختبره المستهلكون في نفقات معيشتهم اليومية. يظهر على اليمين رسم بياني يوضح مؤشر أسعار المستهلك في الولايات المتحدة بالنسبة للفترة 1982-1984 والتغير السنوي في مؤشر أسعار المستهلك على أساس سنوي.
انخفضت قيمة الدولار الأمريكي بشكل كبير خلال فترة الحرب وخاصة خلال الحرب الأهلية الأمريكية والحرب العالمية الأولى والحرب العالمية الثانية. قاموا بإنشاء بنك الاحتياطي الفيدرالي في عام 1913 وكان الهدف منه توفير عملة "مرنة" تخضع "لتغييرات كبيرة في الكمية على مدى فترات قصيرة" والتي كانت تختلف بشكل كبير عن الأشكال السابقة من الأموال ذات القوة العالية مثل الذهب والأوراق النقدية الوطنية والعملات الفضية. وعلى المدى الطويل للغاية حافظ معيار الذهب السابق على استقرار الأسعار على سبيل المثال لم يكن مستوى الأسعار وقيمة الدولار الأميركي في عام 1914 مختلفين كثيراً عن مستوى الأسعار في ثمانينيات القرن التاسع عشر. نجح بنك الاحتياطي الفيدرالي في البداية في الحفاظ على قيمة الدولار الأمريكي واستقرار الأسعار وعكس التضخم الناجم عن الحرب العالمية الأولى واستقرار قيمة الدولار خلال عشرينيات القرن العشرين قبل أن يشرف على انكماش بنسبة 30٪ في أسعار الولايات المتحدة في ثلاثينيات القرن العشرين.
وبموجب نظام بريتون وودز الذي أنشئ بعد الحرب العالمية الثانية ثبتت قيمة الذهب عند 35 دولاراً للأوقية وبالتالي ربطت قيمة الدولار الأميركي بقيمة الذهب. لكن ارتفاع الإنفاق الحكومي في ستينيات القرن العشرين أدى إلى إثارة الشكوك حول قدرة الولايات المتحدة على الحفاظ على قابلية التحويل هذه وتراجعت مخزونات الذهب مع بدء البنوك والمستثمرين الدوليين في تحويل الدولارات إلى ذهب ونتيجة لهذا بدأت قيمة الدولار في الانخفاض. في مواجهة أزمة العملة الناشئة والخطر الوشيك المتمثل في أن الولايات المتحدة لن تكون قادرة على استبدال الدولارات بالذهب قاموا بإنهاء قابلية تحويل الذهب أخيرًا في عام 1971 من قبل الرئيس نيكسون مما أدى إلى " صدمة نيكسون".
وبناء على ذلك لم تعد قيمة الدولار الأميركي مرتبطة بالذهب وأصبح من مسؤولية بنك الاحتياطي الفيدرالي الحفاظ على قيمة العملة الأميركية. ومع ذلك واصل بنك الاحتياطي الفيدرالي زيادة المعروض النقدي مما أدى إلى الركود التضخمي وانخفاض قيمة الدولار الأمريكي بسرعة في سبعينيات القرن العشرين. كان هذا يرجع إلى حد كبير إلى وجهة النظر الاقتصادية السائدة في ذلك الوقت والتي كانت ترى أن التضخم والنمو الاقتصادي الحقيقي مرتبطان (منحنى فيليبس) وثم كان يُنظر إلى التضخم على أنه حميد نسبيًا. بين عامي 1965 و1981 خسر الدولار الأمريكي ثلثي قيمته.
في عام 1979 عين الرئيس كارتر بول فولكر رئيسًا لمجلس الاحتياطي الفيدرالي. قام بنك الاحتياطي الفيدرالي بتضييق المعروض النقدي وانخفض التضخم بشكل كبير في الثمانينيات وثم استقرت قيمة الدولار الأمريكي.
على مدى الفترة الممتدة من عام 1981 إلى عام 2009 خسر الدولار الأمريكي أكثر من نصف قيمته. ويرجع هذا إلى أن بنك الاحتياطي الفيدرالي لم يستهدف التضخم الصفري بل معدل تضخم منخفض ومستقر بين عامي 1987 و1997 بلغ معدل التضخم نحو 3.5% وبين عامي 1997 و2007 بلغ نحو 2%. يعود الفضل في ما يسمى بـ "الاعتدال الكبير" في الظروف الاقتصادية منذ سبعينيات القرن العشرين إلى السياسة النقدية التي استهدفت استقرار الأسعار.
هناك نقاش مستمر حول ما إذا كان ينبغي للبنوك المركزية أن تستهدف التضخم الصفري (وهو ما يعني قيمة ثابتة للدولار الأميركي بمرور الوقت) أو التضخم المنخفض والمستقر (وهو ما يعني قيمة متناقصة باستمرار ولكن ببطء للدولار بمرور الوقت كما هي الحال الآن). مع أن بعض خبراء الاقتصاد يؤيدون سياسة التضخم الصفري وثم قيمة ثابتة للدولار الأمريكي يزعم آخرون أن مثل هذه السياسة تحد من قدرة البنك المركزي على التحكم في أسعار الفائدة وتحفيز الاقتصاد عند الحاجة.

## وصلات خارجية
- الأوراق النقدية التاريخية والحالية للولايات المتحدة الأمريكية (بالإنجليزية) (بالألمانية)